# Joan Tocabens i Rigat
Joan Tocabens i Rigat (El Pertús, Vallespir, 17 de maig del 1940) és un escriptor (narrativa, poesia, pedagogia, teatre, història, assaig, periodisme) nord-català, professor de català i castellà; i secretari perpetu dels Jocs Florals del Rosselló.
De pare rossellonès i mare empordanesa, de ben petit va estudiar a Montpeller i el 1969 fou nomenat professor a l'Escola de Mestres de Perpinyà.
A més de col·laborar amb revistes com Sant Joan i Barres o L'Almanac Català, i diaris com El Punt Catalunya Nord o Midi Libre, és autor de reculls de poemes, novel·les, contes, mètodes pedagògics, assaig i lletres per a espectacles musicals. En aquest últim apartat, ha col·laborat en particular amb en Jordi Barre, escrivint la lletra per a tres dels seus espectacles / àlbums, i contribuint a les lletres de diverses cançons en altres àlbums del mateix cantautor. És un dels autors més llegits, tant de la Catalunya del Nord com de la Sud i la resta dels Països Catalans.

## Obra

### Pedagogia / Assaig
- Mètode oral d'ensenyament del català, amb Francesc Manent (1979)
- Primera volada (manual escolar), amb Elena Cayrol i Jordi Pere Cerdà (1980)
- Els reis de Mallorca / Les Rois de Majorque, junt amb Jean-Pierre o Jordi Pere Lacombe Massot (Perpinyà/Canet de Rosselló: El Trabucaire, 1995, col·lecció Història)

### Novel·la
- El Puig del Taure (Perpinyà/Canet de Rosselló: El Trabucaire, 1998)
- Records en blau-blanc (Perpinyà/Canet de Rosselló: El Trabucaire, 1994)
- L'engranatge (Perpinyà/Canet de Rosselló: El Trabucaire, 1989)
- El castell de l'esparver (Perpinyà/Canet de Rosselló: El Trabucaire, 1987)
- Quan sagna el Llobregat, Premi Vila de Perpinyà 1985
- A l'ombra de Bellaguarda (Barcelona: Barcino, 1984)

### Narrativa breu
- El gat fagí i altres històries de l'Albera (Perpinyà/Canet de Rosselló: El Trabucaire, 1987)
- Esgarrapades i pinyols a l'ombra de Bellaguarda (Perpinyà/Canet de Rosselló: El Trabucaire, 2004)
- Relats d'aventures i contes de la vora del foc (Roger Edicions, 2014).

### Poesia
- Cosmos i caos (l'autor, 1991)
- Ebri d'espai (l'autor,1987)
- Amor tramuntana (l'autor, 1985)
- Poemes d'alba a crepuscle (l'autor, 1983)

### Teatre
- Angelets de la Terra, espectacle musical amb en Jordi Barre (Perpinyà: Edicions Pergamí, 1989)
- Els reis de Mallorca/Les Rois de Majorque, espectacle musical amb en Jordi Barre, coescrit amb Teresa Gibert, Francesc Manent i Roger Rull (Perpinyà: CDDP, 1989)

### Lletra per a àlbums/espectacles musicals
- Angelets de la Terra, de Jordi Barre (1989)
- Infants de l'univers, de Jordi Barre (2000)
- Camins d'amor, de Jordi Barre (2002)

- algunes lletres de Així em parla el vent, de Jordi Barre (1988)
- algunes lletres de Tots els records, de Jordi Barre (1998)
- algunes lletres de Amb la força de l'amor, de Jordi Barre (1990)
- algunes lletres de Odyssud 91, de Jordi Barre (1991)